# Lutte aux Jeux de la Francophonie de 2023
 (avril 2025).
Si vous disposez d'ouvrages ou d'articles de référence ou si vous connaissez des sites web de qualité traitant du thème abordé ici, merci de compléter l'article en donnant les références utiles à sa vérifiabilité et en les liant à la section « Notes et références ».
Navigation
2017
Les compétitions de lutte des Jeux de la Francophonie de 2023 se déroulent du 29 au 31 juillet 2023 au Stade Tata Raphaël à Kinshasa, en république démocratique du Congo.  Seules des épreuves de lutte libre sont disputées.

## Médaillés

### Hommes
| Épreuves | Or                         | Argent                          | Bronze                        |
| -------- | -------------------------- | ------------------------------- | ----------------------------- |
| 57 kg    | Răzvan Marian Kovacs (ROU) | Omar Faye (SEN)                 | Roland Tambi Nforsong (CMR)   |
| 57 kg    | Răzvan Marian Kovacs (ROU) | Omar Faye (SEN)                 | Arakel Movsesyan (ARM)        |
| 61 kg    | Vrezh Gevorgyan (ARM)      | Rabby Kilonga Kilandi (COD)     | Samuel Dohya Kale (CMR)       |
| 65 kg    | Marwane Ahmed Yezza (FRA)  | Hrachya Margaryan (ARM)         | Bapelekia Raby (CGO)          |
| 65 kg    | Marwane Ahmed Yezza (FRA)  | Hrachya Margaryan (ARM)         | Stefan Ionut Coman (ROU)      |
| 70 kg    | Gevorg Mkheyan (ARM)       | Moukhammad Amin Sangariev (FRA) | Kaireddine Ben Telili (TUN)   |
| 70 kg    | Gevorg Mkheyan (ARM)       | Moukhammad Amin Sangariev (FRA) | Jacques Monty Mbougou (CMR)   |
| 74 kg    | Maxim Vasilioglo (ROU)     | Aime Rakotoniaina (MAD)         | Mamadou Diouf (SEN)           |
| 74 kg    | Maxim Vasilioglo (ROU)     | Aime Rakotoniaina (MAD)         | Guy Alain Lago (CIV)          |
| 79 kg    | Andy Kabeya Mukendi (COD)  | Razmik Simonyan (ARM)           | Jean Claude Atongui (CGO)     |
| 79 kg    | Andy Kabeya Mukendi (COD)  | Razmik Simonyan (ARM)           | Abou Nafou Zorome (BUR)       |
| 86 kg    | Siny Sembène (SEN)         | Aboubacar Ibrahim Mahaman (NIG) | Barthelemy Tshosha (COD)      |
| 92 kg    | Cédric Abossolo (CMR)      | Mihai Nicolae Palaghia (ROU)    | Tommy Thomas Mabruki (COD)    |
| 97 kg    | Aron Isomi Mbo (COD)       | Askerkhan Khounkaev (FRA)       | Aiden Kenneth Stevenson (CAN) |
| 125 kg   | Modou Faye (SEN)           | Reagan Mabuba (COD)             | Gires Tebou (CMR)             |

### Femmes
| Épreuves | Or                           | Argent                      | Bronze                      |
| -------- | ---------------------------- | --------------------------- | --------------------------- |
| 50 kg    | Emma Luttenauer (FRA)        | N'De Caroline Yapi (CIV)    | Ana Maria Pîrvu (ROU)       |
| 50 kg    | Emma Luttenauer (FRA)        | N'De Caroline Yapi (CIV)    | Chancelvie Gomba (COD)      |
| 53 kg    | Beatrice Ionela Ferent (ROU) | Lilya Cohen (FRA)           | Mama Marie Sambou (SEN)     |
| 53 kg    | Beatrice Ionela Ferent (ROU) | Lilya Cohen (FRA)           | Nguyễn Thị Oanh (VIE)       |
| 55 kg    | Miriam Drock Ngoe Wase (CMR) | Makiese Prisca Madunu (COD) | non attribuée               |
| 57 kg    | Zineb Hassoune (MAR)         | Faten Hammami (TUN)         | Natacha Nabaina (CMR)       |
| 59 kg    | Siwar Bousetta (TUN)         | Kateryna Zhydachevska (ROU) | Amel Rebiha (FRA)           |
| 62 kg    | Aleah Noelle Nickel (CAN)    | Diwa Mervedie Mbemba (COD)  | Salmantou Coulibaly (BUR)   |
| 65 kg    | Amina Roxana Capezan (ROU)   | Blandine Nyeh Ngiri (CMR)   | Vivian Mei Kutnowski (NB)   |
| 68 kg    | Katie Nichole Mulkay (CAN)   | Berthe Etane Ngolle (CMR)   | Adina Ionela Irimia (ROU)   |
| 72 kg    | Maria Larisa Niţu (ROU)      | Nyla Raeleen Burgess (CAN)  | Elena Sehic (NB)            |
| 72 kg    | Maria Larisa Niţu (ROU)      | Nyla Raeleen Burgess (CAN)  | Danielle Sino Guemde (CMR)  |
| 76 kg    | Cătălina Axente (ROU)        | Amy Youin (CIV)             | Erica Déborah Ngakali (CGO) |